# Базилика Сен Дени
Базилика Сен Дени (фр. Basilique royale de Saint-Denis, Basilique Saint-Denis) је место где су сахрањени готово сви француски краљеви. Базилика се налази у Сен Денију, сада северном предграђу Париза.
Није кориштена за крунисања, јер је за ту сврху служила катедрала у Ремсу. Сен Дени је светац заштитник Француске и према легенди био је први бискуп Париза. На месту где је сахрањен изграђено је светилиште. Краљ Франака Дагоберт I, који је владао од 628. до 637. је ту основао опатију Сен Дени као бенедиктински манастир.

## Место за сахрањивање краљева
У опатији Сен Дени вековима су сахрањивани француски краљеви и њихове породице. Због тога се место често назива краљевска некропола Француске. Од 10. века до 1789. само три краља нису била сахрањена у Сен Денију. Сви остали су ту сахрањени. За време Француске револуције гробови су били отварани по наређењу револуционарних власти. Тада су тела уклоњена и убачена у две велике јаме у близини. Археолог Александар Леноар је спасио много споменика од револуционарних власти тврдећи да су значајна за његов музеј француских споменика.
Тела Луја XVI, његове супруге Марије Антоанете и сестре Елизабете нису похрањена у Сен Денису, него у дворишту од Мадлен и покривена кречом. Тело дофена, који је умро од болести је сахрањено у неозначеном гробу у Паризу. Наполеон је 1806. поново отворио Сен Дени, али остаци краљева су остали у масовној гробници. Након Наполеоновог прогона на Елбу Бурбони су кренули у потрагу за лешевима Луја XVI и Марије Антоанете. Нешто костију за које су претпоставили да су краљеве сахранили су 1815. у Сен Денију.
Масовни гроб је отворен 1817, али било је немогуће утврдити које су чије кости. Због тога су све кости сместили у једну костурницу у Сен Денију са именима стотина чланова француских династија. Краљ Луј XVIII је сахрањен 1824. у центру крипте, покрај гробова Луја XVI и Марије Антоанете. Базилику је рестаурирао архитект Ежен Виоле ле Дик, који је чувен по раду на цркви Нотр Дам у Паризу. Он је поново узео све споменике из француског музеја споменика и вратио их у цркву. Тело Луја VII, који је био сахрањен на другом месту сахранили су у Сен Денију. Мумификовано срце дофена, који је требало да буде Луј XVII запечаћено је у крипту 2004.

## Галерија
- Детаљ из 12. века. Христов живот